# ハンバーサイド統監
ハンバーサイド統監（ハンバーサイドとうかん、英語: Lord Lieutenant of Humberside）は、イギリスの官職。統監の1つで、ハンバーサイドを担当する。1972年地方行政法でイングランドおよびウェールズの地方自治体再編が行われ、同法第218(1)条によりグレーター・ロンドンおよび各都市・非都市カウンティに統監が1人ずつ任命されることとなった。同法によりハンバーサイドが設立されたため、1974年の同法施行とともにハンバーサイド統監が任命された。ハンバーサイドは1996年4月1日に廃止され、ハンバーサイド統監もその役目を終えた。

## 一覧
- 1974年4月1日 – 1980年3月19日：第2代ハリファックス伯爵チャールズ・ウッド（英語版）[3]
  - イースト・ライディング・オブ・ヨークシャー統監（英語版）より続投[2]
- 1980年7月4日 – 1983年：ルパート・アレグザンダー・アレク＝スミス（英語版）[3]
- 1983年10月18日 – 1996年3月31日：リチャード・アンソニー・ベセル（英語版）[3][4]